# Mieczysław Marcin Łuczak
Mieczysław Marcin Łuczak (Wieluń, 9 de Julho de 1955) é um político da Polónia. Ele foi eleito para a Sejm em 25 de Setembro de 2005 com 6105 votos em 11 no distrito de Sieradz, candidato pelas listas do partido Polskie Stronnictwo Ludowe.